# Aleksander Kosiński

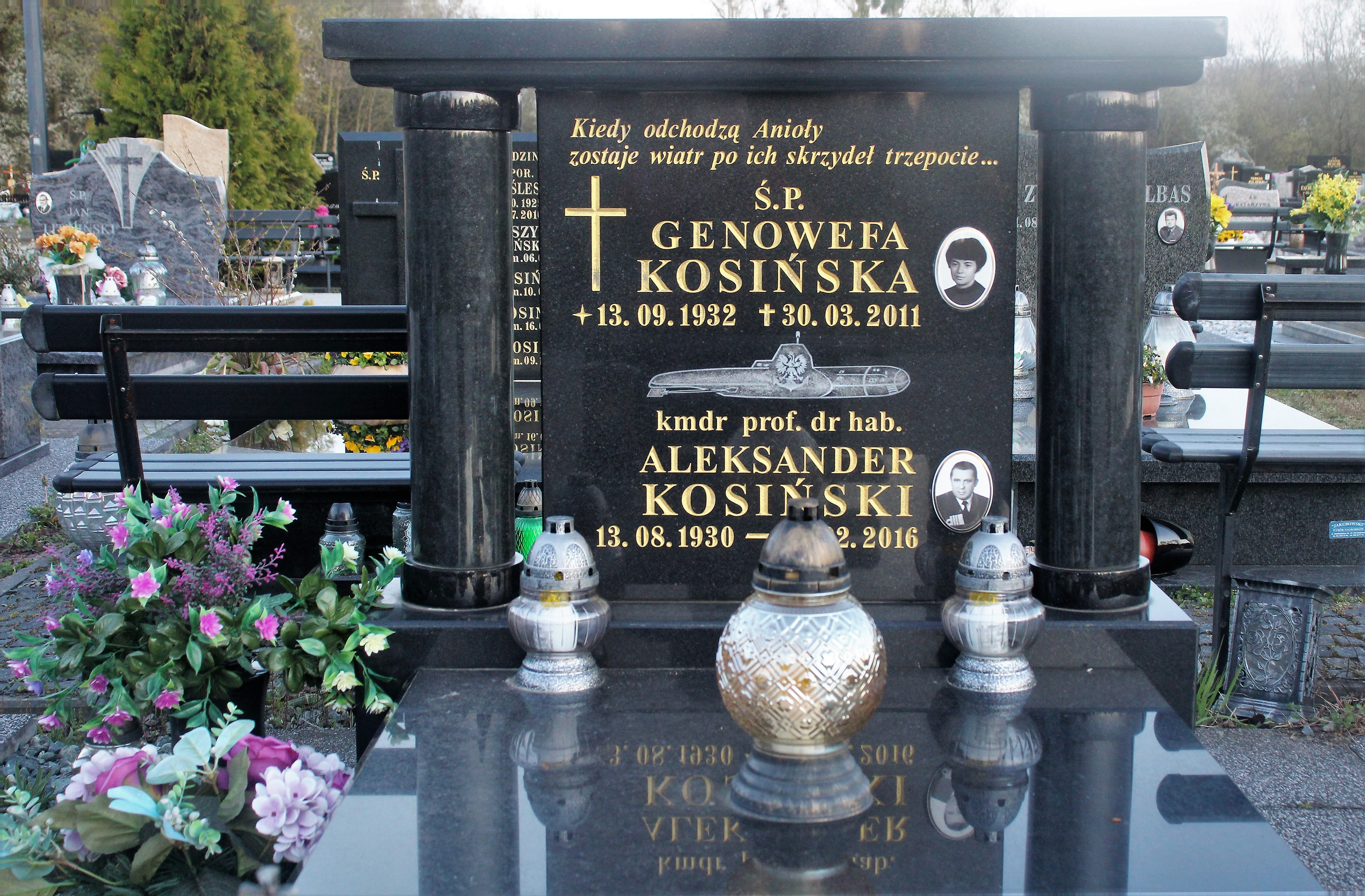
Grób na Cmentarzu Marynarki Wojennej w Gdyni Oksywiu

Aleksander Kosiński (ur. 13 sierpnia 1930 w Harbinie, zm. 27 lutego 2016) – polski marynarz, oficer marynarki wojennej, doktor habilitowany nauk wojskowych.

## Życiorys
W Harbinie ukończył szkołę podstawową, średnią, jak również zaczął studia na Wydziale Elektromechanicznym Politechniki Harbińskiej. 
W 1949 rodzina przybyła do Polski. W latach 1949–1953 studiował na Wydziale Pokładowym Wyższej Szkoły Marynarki Wojennej w Gdyni, a następnie został przydzielony do służby na ORP Sęp (Dywizjon Okrętów Podwodnych). Była tam oficerem nawigacyjnym. Od 1954 do 1956 był pomocnikiem dowódcy na ORP Mazur. W latach 1956–1960 był dowódcą tej jednostki. 
Od 1960 do 1961 był starszym pomocnikiem szefa sztabu w 1. Brygadzie Okrętów Podwodnych. W latach 1961–1963 r. był uczestnikiem Wyższego Oficerskiego Kursu Operacyjno-Taktycznego w Wyższej Szkole Marynarki Wojennej. W latach następnych służył w Sztabie Głównym Marynarki Wojennej. W 1964 zaczął studiować w Akademii Marynarki Wojennej ZSRR, w związku z czym uzyskał uprawnienia, by w latach 1967–1976 wykładać w Katedrze Taktyki w Wyższej Szkoły Marynarki Wojennej. 
Od 1976 do 1979 był attaché wojskowym w Ambasadzie PRL w Pekinie, a potem (do 1980) pozostawał do dyspozycji Szefa Departamentu Kadr Ministerstwa Obrony Narodowej. W latach 1980–1984 był zastępcą komendanta Wydziały Nawigacji i Uzbrojenia Okrętowego, natomiast od 1984 do 1985 przebywał na naukowym stażu w Akademii Sztabu Generalnego, gdzie habilitował się z nauk wojskowych. Od 1985 do 1988 był zastępcą ds. naukowych komendanta WNiUO Akademii Marynarki Wojennej. Od grudnia 1988 pozostawał komendantem tego wydziału. 
W sierpniu 1991 przeszedł w stan spoczynku. Wstąpił do Stowarzyszenia Oficerów Marynarki Wojennej RP. Od 1995 do 1999 był członkiem zarządu głównego tego stowarzyszenia.
Pochowano go na Cmentarzu Marynarki Wojennej w Gdyni Oksywiu 3 marca 2016 w asyście wojskowej.